# Tarsis
Tarsis (en hebreo :תרשיש Taršyš, en griego:Θαρσείς Tharseis) es un término que aparece en el Antiguo Testamento en referencia a un lugar, en relación con algunos barcos mercantes, como una gema y como nombre propio de algunas personas. Se ha propuesto que el lugar mencionado pudo haber sido Tartessos, en el sur de la península ibérica, o Tarso, en Asia Menor, entre otros lugares.
Un término semejante aparece en la estela de Nora, Cerdeña, del siglo IX a. C., y en una inscripción de Aššur, Mesopotamia, del siglo VII a. C..
En la actualidad, Tarchich es el nombre de un pueblo del interior del Líbano y Tharsis es un pueblo fundado en el siglo XIX en el sur de España.

## Antropónimo
En el Génesis se habla de que Noé con sus tres hijos (Sem, Cam y Jafet) y sus mujeres sobrevivieron al diluvio universal. El biblista Luis Alonso Schökel explica que los descendientes de Jafet aparecen como los antepasados de los pueblos marítimos y neutrales con respecto a Israel. Que como Cam se hizo merecedor de la maldición de su padre la relación de Israel con los pueblos que descendieron de él (babilonios, egipcios, asirios y cananeos) son negativas. Y que los descendientes de Sem son los pueblos del desierto con los cuales el pueblo de Israel tiene cosas en común.
Tarsis es mencionado como hijo de Yaván y nieto de Jafet en Génesis 10:4. Lo mismo se repite en 1 Crónicas 1:7.
En 1 Crónicas 7:10 se habla de Tarsis como uno de los siete hijos de Bilhán, como nieto de Yediael y bisnieto de Benjamín.
En Ester 1:14 Tarsis también es el nombre de uno de los siete consejeros de Asuero, que fue rey de Media y Persia.

## Piedra preciosa
En Éxodo 28:20, Éxodo 39:13, Ezequiel 1:16, Ezequiel 10:9, Ezequiel 28:13, Daniel 10:6 y Cantares 5:14 el término "tarsis" es usado para referirse a una piedra preciosa. El biblista Luis Alonso Schökel lo tradujo como "topacio" y otros autores han sugerido que puede tratarse de berilo.
En la Septuaginta se habla de crisólito, pudiendo ser esto jaspe o topacio.
Cyrus H. Gordon dice que, según el Tárgum, una piedra "de Tarsis" se traduciría como una piedra de "color de mar".

## Barcos
Se ha considerado Tarsis en 1 Reyes 10:22, Isaías 2:16 y Salmos 48:7 puede ser un tecnicismo para barcos mercantes que navegaban grandes distancias.
En la Septuaginta en Isaías 23:6 e Isaías 23:14 Tarsis aparece traducido como "naves de mar".
Entre los griegos los remos de un barco eran llamados colectivamente tarsos.

## Mina o fundición
William Foxwell Albright considera que el término BTRŠŠ en la estela de Nora, escrita en fenicio y datada generalmente en el siglo IX a. C., puede traducirse como "mina" o "instalación de fundición" sobre la base de que la metalurgia de la plata fue importante en la época fenicia y orientalizante de entre los siglos IX y VIII a. C. en el suroeste de la península ibérica, Cerdeña y Chipre.

## Lugar
En la estela de Nora aparece inscrito BTRŠŠ, que unos traducen como "a Tarsis", otros como "templo del cabo" y otros como "mina" o "instalación de fundición".
En la Septuaginta se traduce Tarsis de diversas formas: en Isaías 2:16 como "mar"; en Ezequiel 1:16 mantiene la palabra hebrea; y en Ezequiel 17:12 y Ezequiel 38:13 se tradujo como Cartago.
En el Tárgum de Jonathan traduce Tarsis en 1 Reyes 22:48 y Jeremías 10:9 como "Afriḳi", en referencia a Cartago.
En 1 Crónicas 20:36 y en Isaías 66:19 se menciona a Tarsis como un lugar concreto.
En Ezequiel 27:12 se dice que Tiro comerciaba con sus mercaderías con Tarsis para obtener "plata, hierro, estaño y plomo". En Ezequiel 38:13 se vuelve a hacer referencia a Tarsis en relación con la metalurgia, mencionando plata y oro, así como ganado.
En Jonás 1:3 se dice que este profeta, que vivió en la primera mitad del siglo VIII a. C.., fue al puerto de Jope (la actual Jaffa) y compró un pasaje para un barco que iba a Tarsis.
En Salmos 72:1 menciona el régimen monárquico de Tarsis, equiparándolo a los regímenes políticos orientales, y diciendo que sus reyes ofrecerían tributos en el reino mesiánico.
Según Cyrus H. Gordon, en la Biblia Tarsis hace referencia simplemente a "mar" cuando se alude a un país distante.
Para Jaime Alvar Ezquerra, la Tarsis bíblica hace referencia a "Occidente" en sentido abstracto. G. Brunnens también cree que podría hacer referencia a Occidente genéricamente.
En una inscripción del rey asirio Asarhaddon, del siglo VII a. C, encontrada en Aššur se menciona menciona que este monarca sometió "hasta el país Tarsisi". 
El carácter exótico de las mercancías mencionadas en 1 Reyes 10:22 ("oro, plata, marfil, monos y pavos reales") hacen que sea complicado considerar que Tarsis estaba en una región occidental. Max Cary y Eric Herbert Warmington señalan que la palabra que se usa en el texto hebreo para "pavos reales" es de origen indio y que los marfiles encontrados en Fenicia y Palestina son también de origen indio. Richard David Barnett señaló también que la palabra hebrea para marfil parece derivar de la palabra en sánscrito para diente de elefante y que la palabra para mono parece también provenir del sánscrito. Jerónimo dijo que Tarsis "es vocablo homónimo con el que llama a una región de la India y también el mar".
Ulf Täckholm considera que "Tarsis", al menos en Génesis 10:4 y 1 Reyes 10:22, hace referencia a un lugar en las costas del mar Rojo, porque entre el río Nilo y ese mar había abundancia de oro y piedras preciosas. El puerto de Ezión-geber da al mar Rojo y 1 Reyes 22:48 dice que el rey Josafat de Judá construyó "naves de Tarsis" que partieron de allí para ir a Ofir a por oro. Sin embargo, los judíos y los fenicios perdieron el acceso a ese mar y, para Täckholm, las menciones posteriores a Tarsis pueden hacer referencia a un lugar del Mediterráneo Occidental.
Flavio Josefo, en Antigüedades judías, dijo que Tarsis es Tarso de Cilicia, en el Asia Menor. Tertuliano y Cirilo de Alejandría opinaban lo mismo. Investigaciones arqueológicas de la década de 1990 han descubierto una mina de estaño (Kestel) y un poblado minero (Göltepe) al norte de Tarso, en el entorno de los Montes Tauro. El estaño es un mineral mencionado en la Biblia con relación a Tarsis (Ezequiel 27:12 y Jeremías 10:9), por lo cual el académico Aurelio Padilla Monge considera que podría ser Tarso de Cilicia.
Peter le Page Renouf interpreta que Tarsis significa o se refiere a una costa y como la palabra aparece frecuentemente en conjunto con Tiro, se entiende que se refiere a la costa fenicia.
En el siglo XII Benjamín de Tudela identificó Tarsis con "Malmistros", que se corresponde con la antigua ciudad de Mopsuestia o Misis, en el actual Yakapinar, en el municipio de Yüreğir de la provincia de Adana de Turquía.

Desde allí (Córico, la actual Kizkalesi turca) hay dos jornadas hasta Malmistros, que es Tarsis, la cual se asienta sobre el mar. Y hasta aquí es el reino de los helenos llamados gregos. Desde allí hay dos jornadas hasta Antioquía la Grande

### La Tarsis bíblica y Tartessos
Tartessos es un lugar descrito por Avieno (basándose en autores anteriores) y que, según Éforo de Cime, se encontraba a medio día de navegación de  Gades (Cádiz).
Juan Bautista Suárez de Salazar, en su obra Grandezas y Antigüedades de la isla y ciudad de Cádiz (1610), Samuel Bochart, en su obra Geographia Sacra seu Phaleg et Canaan (1646), y Juan Francisco Masdeu, en su obra La Historia Crítica de España y la Cultura Española (1791), identificaron la Tarsis bíblica como Tartessos.
Antonio García y Bellido consideró que el Tarsis de la Biblia podría ser Tartessos del sur de la península ibérica, que los productos exóticos de 1 Reyes 10:22 podrían haber sido traídos del norte de África y que los metales eran los propios de aquel territorio que ya fueron mencionados por autores grecorromanos. Ángel Montenegro también hacía la identificación de Tarsis con Tartessos.
Adolf Schulten también consideraba que la Tarsis bíblica era Tartessos basándose en lo siguiente: que los barcos llegaban a Tarsis cada tres años (1 Reyes 10:22); la mención de Tarsis junto a islas del Mediterráneo (Jonás 1:3, Isaías 66:19 y Salmos 72:10); la ubicación de Tarsis cerca del África occidental donde había oro, marfil y monos (1 Reyes 10:22); que Tarsis comerciaba con Tiro (Ezequiel 27:12) y cayó en su vasallaje (Salmo 72:10); y que los metales mencionados se encuentran en España (1 Reyes 10:22, Isaías 60:9, Ezequiel 27:12 y Ezequiel 27:12).
En la Biblia se habla de la relación entre Salomón e Hiram I de Tiro y trayectos en naves de Tarsis. Según Israel Finkelstein los textos bíblicos que mencionan a Salomón habrían sido compuestos en tiempos del rey de Israel Jeroboam II, en el siglo VIII a. C., y en el Reino de Judá se habrían escrito un siglo más tarde.
Yuli Berkovich Tsirkin pensaba que los textos bíblicos fechados entre la segunda mitad del siglo VIII a. C. y comienzos del siglo VII a. C. están escritos cuando Tartesos ya estaba consolidada, lo que le hacen inclinarse por la opción de que Tarsis era este lugar.
Michael Koch también identificaba a Tarsis con Tartessos por considerar que hubo viajes fenicios a esta zona en tiempos de Hiram I de Tiro. Se basa en descubrimientos arqueológicos fenicios del siglo VIII a. C. en el sur de la península ibérica. Diego Ruiz Mata añade que hay hallazgos fenicios en esta zona de la península ibérica desde finales del siglo IX a. C. y que Tartessos es el resultado de la interacción de los fenicios con los íberos.
En 1959 la Enciclopedia Británica dijo que barcos de Tiro y Sidón pudieron haber comerciado más allá del estrecho de Gibraltar en el siglo IX a. C. pero que apenas hay pruebas arqueológicas de presencia fenicia en esta zona y que, "con la posible excepción de Cádiz", no fundaron ciudades sino puestos comerciales en los que hacer escala con sus barcos.
Joseph Herman Hertz, en su obra The Pentateuch and Haftoras. Deutoromy (1936), identificó a Tarsis como Tartessos, situando este enclave concretamente en Alosno, provincia de Huelva.
En base al Génesis algunos han afirmado que descendientes de Tarsis, descendiente de Yaván, poblaron la península ibérica, donde constituyeron el grupo étnico más destacado. Hipólito de Roma, en el siglo III d. C., propuso que «los íberos y los tirrenos (etruscos)» descendían de Tarsis, hijo de Yaván. Thomas Kelly Cheyne también señaló el origen de los tirrenos en Tiras, hijo de Jafet, mencionado en Génesis 10:2 o Tarsis, hijo de Yaván y nieto de Jafet, de Génesis 10:4. Para Joaquín Guichot el bisnieto de Noé, llamado Tarsis, pobló las islas que forma el río Guadalquivir antes de su desembocadura en el mar. Se basa en que la Génesis 10:5 sitúa a Tarsis entre los que poblaron las islas y que Polibio llamó "Tarseyo" a lo que el resto de historiadores griegos y romanos llamaron "Tarteso", un lugar situado en lo que después fue la Bética.

## Uso posterior del término
Entre 1853 y 1855 el ingeniero francés Ernest Deligny descubrió un yacimiento mineral en la comarca del Andévalo de la provincia de Huelva, en España, y comenzó su explotación con la Compagnie des Mines de Cuivres d’Huelva. En 1866 entró en este escenario la escocesa Tharsis Sulphur and Copper Company Limited. Los mineros se instalaron en un pueblo que se llamó Tharsis. Entre 1900 y 1913 se efectuaron explotaciones mineras en otro filón y se construyó el Pueblo Nuevo de Tharsis. Los dos lugares pertenecen al municipio de Alosno.
Moshe Dwek, que en 1957 había atentado contra el Knéset hiriendo al primer ministro David Ben-Gurion y a la ministra de Exteriores Golda Meir, fundó un partido político llamado Tarshish que pedía acabar con la hegemonía asquenazi en el país. Se presentó a las elecciones parlamentarias de Israel de 1988, sin conseguir representación.
En 1877 el astrónomo Giovanni Schiaparelli llamó Tharsis a una región de Marte, nombre que se sigue usando en la actualidad.

## En la cultura popular
En la novela Moby Dick de Herman Melville, el padre Mapple da un sermón acerca de la historia de Jonás. El padre Mapple identifica a Tarsis, a la cual huyó Jonás, como el puerto de Cádiz en Andalucía, Españaː

Y, ¿dónde está Cádiz, compañeros? Cádiz está en España; tan lejos por vía marítima de Jope como Jonás podía haber navegado en aquellos remotos días en que el Atlántico casi era un mar desconocido.

Tarsis también aparece en el universo imaginario de Dragonlance.
Existe un grupo de música psytrance llamado Tarsis.